# Гейхерелла
Гейхере́лла (лат. ×Heucherélla) — гибридный род многолетних травянистых растений семейства Камнеломковые, созданный в результате скрещивания представителей родов Тиарелла (Tiarella) и Гейхера (Heuchera). Ценные и широко культивируемые декоративные растения.

## История
Первый межродовой гибрид между тиареллой и гейхерой был создан во Франции Эмилем Лемуаном в 1912 году. Позже он получил научное название ×Heucherella tiarelloides. В 1993 году, восемьдесят один год спустя, Королевское садоводческое общество Великобритании присудило этому гибридному виду Награду за выдающиеся садовые качества — Award of Garden Merit, которая присуждается растениям, обладающим исключительными характеристиками для декоративного оформления.
×Heucherella tiarelloides была создана в результате скрещивания Heuchera 'Brizoides' с Tiarella cordifolia.
Сорт ×Heucherella alba 'Bridget Bloom' был создан в 1953 году Перси Пайпер (англ. Percy Piper) и Аланом Блумом (англ. Alan Bloom). В 1980-х годах созданием гейхерелл занимался Тони Хубер (англ. Tony Huber).

## Биологические особенности сортов и агротехника
Куст компактный, сферической формы.
Листья: разнообразной окраски (бронзовые, жёлтые, зелёные, серебристые), глубоко-лопастные с различным рисунком. Цветение гейхерелл похоже на цветение тиарелл.
Все гейхереллы стерильны.
Как правило, лучше растут в более холодных климатических зонах, чем любые из их родителей. Все сорта рекомендуется выращивать в условиях мозаичной тени на плодородных, нейтральных, хорошо аэрируемых и влажных почвах. Перед зимой кусты мульчируют.
Кусты следует делить каждые 3—4 года.
Почти все имеющиеся в широкой продаже сорта запатентованы.

## Некоторые сорта
- ×Heucherella 'Alabama Sunrise'
- ×Heucherella alba 'Bridget Bloom'
- ×Heucherella alba 'Rosalie'
- ×Heucherella alba 'Pink Frost'
- ×Heucherella alba 'White Blush'
- ×Heucherella 'Birthday Cake'
- ×Heucherella 'Burnished Bronze'
- ×Heucherella 'Crimson Clouds'
- ×Heucherella 'Dayglow Pink'
- ×Heucherella 'Golden Zebra'
- ×Heucherella 'Happy Trail'
- ×Heucherella 'Heart of Darkness'
- ×Heucherella 'Kimono'
- ×Heucherella 'Party Time'
- ×Heucherella 'Silver Streak'
- ×Heucherella 'Snow White'
- ×Heucherella 'Stoplight'
- ×Heucherella 'Sunspot'
- ×Heucherella 'Tapestry'
- ×Heucherella 'Viking Ship'